# Felipe Aguirre
Felipe Aguirre (Bogotá, 25 de noviembre de 1976) es un director de orquesta colombiano residente en España.

## Inicios
Nació en Bogotá, Colombia. Inició estudios de piano a temprana edad con su padre. En el Conservatorio de su ciudad natal recibió formación de piano con Tatiana Pavlova, de composición con Blas Emilio Atehortúa y de dirección con Carlos Alvarado. Se trasladó a Viena en 1997 para continuar estudios en el Conservatorio de dicha ciudad, donde fue graduado con honores, en 2001, después de realizar la formación en Dirección Orquestal con los maestros Georg Mark y Reinhard Schwarz. 

## Trayectoria
En 1998 empezó su carrera internacional como director en la Opera de Ciudad del Cabo; allí, junto a la Cape Town Philharmonic y cantantes como Johan Botha y Michelle Breedt, estuvo a cargo de las producciones Los Cuentos de Hoffmann (de J. Offenbach) y Diálogos de Carmelitas (de F. Poulenc). Su debut como pianista lo realizó en los EE. UU., interpretando el concierto No.2 de Serguéi Rajmáninov, bajo la batuta de Lucas Richman, con la Spokane Symphony el estado de Washington. Desde entonces, su actividad musical como director y pianista lo ha llevado a actuar en los escenarios más importantes de Europa y América. Como solista de piano ha actuado con diversas orquestas como la Orquesta Sinfónica Nacional de Colombia, la Sinfónica del Tolima, la Filarmónica de Cundinamarca, la Joven Orquesta Balear, la Sinfónica de Innsbruck y la Orchester-Verein de Viena.
Desde el 2000 ha estado al frente de las agrupaciones sinfónicas más importantes de su país: la Orquesta Filarmónica de Bogotá, la Orquesta Filarmónica de Medellín, la Orquesta Sinfónica EAFIT, la Orquesta Filarmónica del Valle, la Filarmónica de Cundinamarca, la Orquesta FOSBO y la Sinfónica de Colombia; con esta última ha realizado giras en diversos países.
En el ámbito europeo, su actividad como director se inició en la célebre «Konzerthaus» de Viena al frente de la Orquesta Sinfónica de Bratislava, interpretando la Novena Sinfonía de Anton Bruckner. Desde enero de 2000 se desempeñó como director titular de la Sociedad Coral y Orquesta de la ciudad de Schwechat (baja Austria), labor que culminó con su nombramiento como director honorífico. El mismo año realizó un ciclo de conciertos sinfónico-corales con la Kammer-Philharmonie de Hungría.
Entre 2001 y 2003 se desempeñó como Primer Director Invitado de la Orchester-Verein de Viena, con la que actuó en numerosas ocasiones en la Sala dorada del Musikverein. En la misma temporada fue nombrado Director Titular de la Schonnbrunner Kapelle de Viena, con la que se especializó en el repertorio operístico mozartiano. Se destaca también su colaboración con la Orquesta y Coro de Música Antigua del Conservatorio de Viena, con los que exploró el repertorio barroco y la interpretación historicista. En 2005 colaboró con la Opera de Baleares en la producción de La Fanciulla del West de Giaccomo Puccini, y actuó junto a la Tiroler Kammerorchester (Austria).
Durante dos años (2002-2004) se desempeñó como director titular de la Orquesta Sinfónica del Tolima, con la que se destacó por la interpretación de sinfonías de Anton Bruckner y Dimitri Shostakovich, y por la colaboración con Incolballet en la puesta en escena del ballet Cascanueces. En 2006 asumió la dirección musical de una nueva escenificación de la ópera Don Giovanni en Bogotá. En 2009 fue invitado por el Ministerio cubano de cultura a dirigir la Orquesta Sinfónica de Oriente y a realizar el estreno en ese país de sinfonías de A. Bruckner con la Orquesta Sinfónica Nacional de Cuba. En diversas ocasiones ha estado al frente de la Ópera de Colombia, con producciones como La Traviata (2010), Madama Butterfly (2011) y Las Bodas de Fígaro (2012). Entre otras puestas en escena se encuentran también L'Enfant et les Sortilèges (2013) y Gianni Schicchi (2014), con la que realizó una gira nacional. Desde 2015 ha estado al frente de galas líricas con cantantes de renombre internacional, como Fernando de la Mora, Olga Peretyatko, Thomas Hampson, Ainhoa Arteta y Roberto Alagna, con quien ha actuado en numerosas ocasiones, entre otros escenarios, en la ópera real de Mascate.
Desde 2010 ha colaborado con la Orquesta Sinfónica de las Islas Baleares y con el Conservatorio Superior de Música de las Islas Baleares como docente y director. En 2015 fue invitado especial de la Orquesta Sinfónica Presidencial de Turquía, en Ankara, con la que ha seguido colaborando estrechamente, y dirigió una nueva producción de la ópera Dido y Eneas en del Teatro Lírico Nacional de Cuba. En 2016 estuvo al frente de las Orquesta Sinfónica de Brasilia, en Brasil y en 2019 actuó en el célebre Palacio de Bellas Artes de México, frente a la Orquesta Sinfónica Nacional de dicha ciudad. Desde 2022 ha sido invitado a dirigir la Orquesta Sinfónica de Lecce y del Salento, en Italia.
Desde 2014 se desempeña como Director Artístico del Festival Santa Catalina Classics, donde ha colaborado con músicos de la talla de Zubin Mehta, Daniel Barenboim, Kiri Te Kanawa, Anna Netrebko y Hilary Hahn.

## Discografía
- Robert Schumann, Sinfonía n.º 4 en Re menor, Op. 120 (Orquesta Sinfónica Nacional de Colombia)
- Serguéi Rajmáninov, Las Campanas, Op. 35[8] (Orquesta Sinfónica de Bogotá)
- Wolfgang Amadeus Mozart, Requiem, KV 626 (Ungarische Kammerphilharmonie)
- Ludwig Van Beethoven, Concierto para Piano No 1 en Do Mayor, Op. 15[9] (Tiroler Kammerorchestrer)
- Nicolás Prada, Cantata por la Paz[10] (Orquesta Filarmonía Popayán)